# نهائي دوري أبطال أوقيانوسيا للرجال 2024
نهائي دوري أبطال أوقيانوسيا للرجال 2024 هي المباراة النهائية لدوري أبطال أوقيانوسيا للرجال 2024 [الإنجليزية]
، النسخة الثالثة والعشرون من بطولة الأندية الأوقيانوسية، بطولة كرة القدم الأولى للأندية في أوقيانوسيا التي ينظمها اتحاد أوقيانوسيا لكرة القدم (OFC)، والموسم الثامن عشر تحت اسم دوري أبطال أوقيانوسيا للرجال الحالي.
كانت المباراة النهائية عبارة عن مباراة واحدة بين نادي أوكلاند سيتي النيوزيلندي ونادي بيراي التاهيتي. أقيمت المباراة على ملعب باتر [الإنجليزية]
 في بيراي في 24 مايو 2024.
تغلب حامل اللقب نادي أوكلاند سيتي إف سي على نادي تاهيتيان بيراي بنتيجة 4–0 ليحصد لقبه الثاني عشر والثالث على التوالي. حصل نادي أوكلاند سيتي على حق اللعب في بطولة كأس القارات لكرة القدم الافتتاحية لعام 2024، والتي ستقام في ديسمبر 2024.

## الفرق
في الجدول التالي، النهائيات حتى عام 2006 كانت في حقبة بطولة أوقيانوسيا للأندية، ومنذ عام 2007 كانت في حقبة دوري أبطال أوقيانوسيا.
| الفريق       | المشاركات السابقة في النهائيات (يشير الخط العريض إلى الفائزين)      |
| ------------ | ------------------------------------------------------------------- |
| أوكلاند سيتي | 11 2006، 2009، 2011، 2012، 2013، 2014، 2015، 2016، 2017، 2022، 2023 |
| إيه إس بيراي | 1 2006                                                              |

## المكان
كان ملعب باتر [الإنجليزية]
 هو مكان المباراة النهائية. كانت هذه هي المرة الثانية التي يستضيف فيها الملعب نهائي دوري أبطال أوقيانوسيا للرجال، بعد نهائي بطولة أوقيانوسيا للأندية عام 2005.ملعب باتر [الإنجليزية]

## الطريق إلى النهائي
ملحوظة: في جميع النتائج أدناه، يتم إعطاء نتيجة المتأهل أولاً (د: داخل أرضه؛ خ: خارج أرضه؛ م: أرض محايدة).
| أوكلاند سيتي                    | أوكلاند سيتي         | أوكلاند سيتي         | أوكلاند سيتي         | الجولة                          | إيه إس بيراي                 | إيه إس بيراي              | إيه إس بيراي              | إيه إس بيراي                  |
| ------------------------------- | -------------------- | -------------------- | -------------------- | ------------------------------- | ---------------------------- | ------------------------- | ------------------------- | ----------------------------- |
| الخصم                           | المجموع              | الذهاب               | الإياب               | التصفيات الوطنية [الإنجليزية]   | الخصم                        | المجموع                   | الذهاب                    | الإياب                        |
| ويلينغتون أوليمبيك [الإنجليزية] | 4–3                  | 1–0 [الإنجليزية] (د) | 3–3 [الإنجليزية] (خ) | نصف النهائي                     | تيفانا [الإنجليزية]          | 2–2 (6–5 ج.)              | 1–1 [الإنجليزية] (د)      | 1–1 [الإنجليزية] (ب.و.إ.) (خ) |
| الخصم                           | النتيجة              | النتيجة              | النتيجة              | مرحلة المجموعات [الإنجليزية]    | الخصم                        | النتيجة                   | النتيجة                   | النتيجة                       |
| ريوا [الإنجليزية]               | 2–2 [الإنجليزية]     | 2–2 [الإنجليزية]     | 2–2 [الإنجليزية]     | الجولة 1                        | فيفاسي-تايي [الإنجليزية]     | 6–0 [الإنجليزية]          | 6–0 [الإنجليزية]          | 6–0 [الإنجليزية]              |
| هيكاري يونايتد                  | 1–0 [الإنجليزية]     | 1–0 [الإنجليزية]     | 1–0 [الإنجليزية]     | الجولة 2                        | إفيرا بلاك بيرد [الإنجليزية] | 5–1 [الإنجليزية]          | 5–1 [الإنجليزية]          | 5–1 [الإنجليزية]              |
| سليمان ووريورز [الإنجليزية]     | 5–0 [الإنجليزية]     | 5–0 [الإنجليزية]     | 5–0 [الإنجليزية]     | الجولة 3                        | ماجينتا                      | 0–0 [الإنجليزية]          | 0–0 [الإنجليزية]          | 0–0 [الإنجليزية]              |
| الفائزين بالمجموعة أ            | الفائزين بالمجموعة أ | الفائزين بالمجموعة أ | الفائزين بالمجموعة أ | الترتيب النهائي                 | الفائزين بالمجموعة ب         | الفائزين بالمجموعة ب      | الفائزين بالمجموعة ب      | الفائزين بالمجموعة ب          |
| الخصم                           | النتيجة              | النتيجة              | النتيجة              | مرحلة خروج المغلوب [الإنجليزية] | الخصم                        | النتيجة                   | النتيجة                   | النتيجة                       |
| ماجينتا                         | 1–0 [الإنجليزية]     | 1–0 [الإنجليزية]     | 1–0 [الإنجليزية]     | نصف النهائي                     | ريوا [الإنجليزية]            | 4–2 [الإنجليزية] (ب.و.إ.) | 4–2 [الإنجليزية] (ب.و.إ.) | 4–2 [الإنجليزية] (ب.و.إ.)     |

## الشكل
إذا انتهت المباراة بالتعادل في نهاية 90 دقيقة من الوقت الأصلي للعب، سيتم لعب وقت إضافي (فترتين مدة كل منهما 15 دقيقة)، حيث يُسمح لكل فريق بإجراء التبديل الرابع. إذا استمرت النتيجة متعادلة بعد الوقت الإضافي، سيتم حسم المباراة بركلات الترجيح لتحديد الفائزين.

## المباراة

### التفاصيل
| أوكلاند سيتي                                                                                       | 4–0   | إيه إس بيراي |
| -------------------------------------------------------------------------------------------------- | ----- | ------------ |
| - هايير [الإنجليزية] 6' - جيليون [الإنجليزية] 30' - أوكيش [الإنجليزية] 48' - غراي [الإنجليزية] 59' | تقرير |              |

| أوكلاند سيتي | بيراي |

| GK           | 1  | كونور ترايسي [الإنجليزية]        |  |     |
| RB           | 12 | ريجونت موراتي [الإنجليزية]       |  |     |
| CB           | 3  | آدم ميتشيل                       |  |     |
| CB           | 4  | كريستيان جراي [الإنجليزية] 90+3' |  |     |
| CB           | 25 | مايكل دن هايجر [الإنجليزية]      |  |     |
| LB           | 13 | ناثان لوبو [الإنجليزية] 11' 59'  |  |     |
| CM           | 8  | جيرارد غاريغا [الإنجليزية] 70'   |  |     |
| CM           | 10 | ديلان مانيكوم [الإنجليزية] 84'   |  |     |
| CM           | 7  | كاميرون هاويسون (ق)              |  |     |
| CF           | 27 | ستيب أوكيش [الإنجليزية] 36' 59'  |  |     |
| CF           | 19 | ليام جيليون [الإنجليزية] 84'     |  |     |
| البدلاء:     |    |                                  |  |     |
| GK           | 24 | جو واليس [الإنجليزية]            |  |     |
| DF           | 21 | آدم بيل [الإنجليزية]             |  |     |
| DF           | 23 | ألفي روجرز [الإنجليزية] 59'      |  |     |
| MF           | 22 | تشو تونغ                         |  | 70' |
| FW           | 9  | أنغوس كيلكولي [الإنجليزية] 84'   |  |     |
| FW           | 11 | ريان دي فريس                     |  | 59' |
| FW           | 16 | جوزيف لي [الإنجليزية] 84'        |  |     |
| المدرب:      |    |                                  |  |     |
| ألبيرت رييرا |    |                                  |  |     |

| GK                       | 1  | فرانسوا ديكوريت [الإنجليزية]        |     |
| RB                       | 26 | إتيان تافي [الإنجليزية]             |     |
| CB                       | 2  | تاوميهاو تياتيا [الإنجليزية] 65'    |     |
| CB                       | 3  | ماتاتيا بااما [الإنجليزية]          |     |
| LB                       | 5  | ديزيريه نجيامبا [الإنجليزية]        |     |
| CM                       | 8  | نيك تاوتاها [الإنجليزية]            |     |
| CM                       | 19 | هيمانـو بوريبار [الإنجليزية] 104'   |     |
| CAM                      | 13 | أرييورا لاباست [الإنجليزية] 65'     |     |
| RW                       | 14 | ألفين تيهاو (ق)                     | 26' |
| CF                       | 9  | هيراواري سالم [الإنجليزية] 84'      |     |
| LW                       | 11 | ساندرو تاو [الإنجليزية] 33' 65'     |     |
| البدلاء:                 |    |                                     |     |
| GK                       | 16 | تيتوان كورتوا [الإنجليزية]          |     |
| GK                       | 23 | ريهاآمانا لو بلاستييه [الإنجليزية]  |     |
| GK                       | 32 | تيفا دورو [الإنجليزية]              |     |
| DF                       | 4  | هاوماو تانيتوا [الإنجليزية]         |     |
| DF                       | 12 | ثيبو بي تو [الإنجليزية] 65'         |     |
| MF                       | 27 | تانيافا بارسيناس [الإنجليزية]       |     |
| FW                       | 7  | ريمانا لي فونغ كوي [الإنجليزية] 65' |     |
| FW                       | 10 | باتريك تيبا [الإنجليزية] 65'        |     |
| FW                       | 18 | يوهان تيهوني [الإنجليزية]           |     |
| FW                       | 22 | كالي لينوار [الإنجليزية] 84'        |     |
| FW                       | 25 | تيرييتاوماتاتيني مارتن [الإنجليزية] |     |
| FW                       | 28 | أوباديا راتيناسامي [الإنجليزية]     |     |
| المدرب:                  |    |                                     |     |
| فاتيا تيراي [الإنجليزية] |    |                                     |     |

| رجل المباراة: مايكل دن هايجر [الإنجليزية] (أوكلاند سيتي) الحكام المساعدون: برتراند بريال (كاليدونيا الجديدة) فوليو مواقي (تونغا) الحكم الرابع: لاكلان كيفيرز (أستراليا) الحكم الخامس: مالايتالا سالانوا (ساموا) | قواعد المباراة - 90 دقيقة. - 30 دقيقة وقت إضافي في حال التعادل. - ركلات الترجيح إذا بقيت النتيجة متعادلة. - الحد الأقصى للتبديلات هو ثلاثة، مع السماح بالتبديل الرابع في الوقت الإضافي. |

## وصلات خارجية
- الموقع الرسمي